# Centenary-diamant
De Centenary diamant is de op drie na grootste diamant die gevonden is in Premiermijn in Zuid-Afrika.  De diamant is gepresenteerd op 11 mei 1988, bij de viering van het 100-jarig bestaan van de firma De Beers.
De waarde van de diamant wordt in 2017 geschat op 70 miljoen euro. De diamant is gevonden op 17 juli 1986. De ruwe diamant heeft de afmetingen van een ei, weegt 599 karaat (120 gram) en heeft een uitzonderlijke kleur, gewicht en zuiverheid. De diamant is geheel kleurloos en loepzuiver. 
Voor het slijpen van de diamant werd de Antwerpse slijper Gabriel Tolkowsky ingeschakeld. Zijn onderzoek en het slijpproces heeft een aantal jaren in beslag  genomen, waarna een schitterende diamant van 273,88 karaat overbleef. De steen werd daarmee aan het eind van de twintigste eeuw de grootste zuivere diamant van hoge kleur.
De steen werd in eerste instantie uitgeleend aan Tower of London, waar ook de Britse kroonjuwelen geëxposeerd zijn. Het is niet bekend wie de eigenaar is geworden. De firma De Beers geeft geen commentaar, vanwege hun beleid van anonimiteit.
Hopediamant · Centenary · Cullinan · Koh-i-Noor · Lepelmaker · Bruine van Lesotho · Belofte van Lesotho · Golden Jubilee · Amsterdam-diamant · Darya-ye Noor · Sancy · Beau Sancy · Spiegel van Portugal · Taylor-Burton
Zie ook: Jean-Baptiste Tavernier · Lijst van bekende diamanten